# Saut en hauteur masculin aux Jeux olympiques d'été de 2016
Pour un article plus général, voir athlétisme aux Jeux olympiques d'été de 2016.
Navigation
Londres 2012 Tokyo 2020 (2021)
L'épreuve masculine de saut en hauteur des Jeux olympiques de 2016 a lieu le 14 août de cette même année pour les qualifications et le 16 suivant pour la finale, dans le Stade olympique de Rio de Janeiro (Brésil), remportée par le Canadien Derek Drouin (photo) à 2,38 m de marque.
La limite de qualification est de 2,29 mètres à réaliser entre le 1er mai 2015 et le 11 juillet 2016. La cible (Target Number) fixée par l'IAAF étant de 32 athlètes qualifiés, il n'est pas invité de sauteurs supplémentaires.

## Records
Avant cette compétition, les records dans cette discipline étaient les suivants.
| Record du monde  | 2,45m | Javier Sotomayor | Cuba       | 27 juillet 1991 | Salamanque |
| Record olympique | 2,39m | Charles Austin   | États-Unis | 27 juillet 1996 | Atlanta    |

## Résultats

### Finale (16 août)

#### Médaillés
| Or           | Argent             | Bronze            |
| Derek Drouin | Mutaz Essa Barshim | Bohdan Bondarenko |

| Rang               | Athlète                 | Nationalité        | 2.20m | 2.25m | 2.29m | 2.33m | 2.36m | 2.38m | 2.40m | Marque | Note |
| ------------------ | ----------------------- | ------------------ | ----- | ----- | ----- | ----- | ----- | ----- | ----- | ------ | ---- |
| Médaille d'or      | Derek Drouin            | Canada             | o     | o     | o     | o     | o     | o     | x     | 2.38 m | SB   |
| Médaille d'argent  | Mutaz Essa Barshim      | Qatar              | o     | o     | o     | o     | o     | 3 x   |       | 2.36 m |      |
| Médaille de bronze | Bohdan Bondarenko       | Ukraine            | -     | o     | -     | o     | -     | xx-   | x     | 2.33 m |      |
| 4                  | Robert Grabarz          | Grande-Bretagne    | o     | xo    | o     | o     | 3x    |       |       | 2.33 m | =SB  |
| 4                  | Andriy Protsenko        | Ukraine            | o     | o     | xo    | o     | 3x    |       |       | 2.33 m | SB   |
| 6                  | Erik Kynard             | États-Unis         | o     | xo    | o     | xxo   | 3x    |       |       | 2.33 m |      |
| 7                  | Majd Eddine Ghazal      | Syrie              | o     | o     | o     | 3x    |       |       |       | 2.29 m |      |
| 7                  | Kyriakos Ioannou        | Chypre             | o     | o     | o     | 3x    |       |       |       | 2.29 m |      |
| 7                  | Donald Thomas           | Bahamas            | o     | o     | o     | 3x    |       |       |       | 2.29 m |      |
| 10                 | Tikhomir Ivanov         | Bulgarie           | o     | xo    | o     | 3x    |       |       |       | 2.29 m | =PB  |
| 11                 | Trevor Barry            | Bahamas            | o     | o     | 3x    |       |       |       |       | 2.25 m |      |
| 12                 | Dimitrios Chondrokoukis | Chypre             | xo    | o     | 3x    |       |       |       |       | 2.25 m |      |
| 13                 | Joel Castro             | Porto Rico         | o     | xxo   | 3x    |       |       |       |       | 2.25 m |      |
| 14                 | Jaroslav Bába           | République tchèque | o     | 3x    |       |       |       |       |       | 2.20 m |      |
| 15                 | Brandon Starc           | Australie          | xo    | 3x    |       |       |       |       |       | 2.20 m |      |

### Qualifications (14 août)
[à 2,32 m (Q) ou dans les 12 meilleurs sauteurs (q)]
| Rang | Groupe | Athlète                 | Pays               | 2.17m | 2.22m | 2.26m | 2.29m | Marque | Note  |
| ---- | ------ | ----------------------- | ------------------ | ----- | ----- | ----- | ----- | ------ | ----- |
| 1    | A      | Mutaz Essa Barshim      | Qatar              | o     | o     | o     | o     | 2.29 m | q     |
| 1    | A      | Bohdan Bondarenko       | Ukraine            | -     | o     | -     | o     | 2.29 m | q     |
| 1    | B      | Derek Drouin            | Canada             | o     | o     | o     | o     | 2.29 m | q     |
| 1    | B      | Tihomir Ivanov          | Bulgarie           | o     | o     | o     | o     | 2.29 m | q, SB |
| 5    | B      | Robert Grabarz          | Grande-Bretagne    | -     | o     | xo    | o     | 2.29 m | q     |
| 5    | B      | Erik Kynard             | États-Unis         | o     | o     | xo    | o     | 2.29 m | q     |
| 7    | B      | Majd Eddine Ghazal      | Syrie              | -     | o     | o     | xo    | 2.29 m | q     |
| 7    | A      | Andriy Protsenko        | Ukraine            | o     | o     | o     | xo    | 2.29 m | q     |
| 9    | B      | Donald Thomas           | Bahamas            | o     | o     | xo    | xo    | 2.29 m | q     |
| 10   | A      | Trevor Barry            | Bahamas            | o     | o     | xo    | xxo   | 2.29 m | q, SB |
| 10   | A      | Brandon Starc           | Australie          | xo    | o     | o     | xxo   | 2.29 m | q, SB |
| 12   | B      | Jaroslav Bába           | République tchèque | o     | o     | o     | 3x    | 2.26 m | q     |
| 12   | A      | Joel Castro             | Porto Rico         | o     | o     | o     | 3x    | 2.26 m | q     |
| 12   | B      | Dimitrios Chondrokoukis | Chypre             | o     | o     | o     | 3x    | 2.26 m | q, SB |
| 12   | A      | Kyriakos Ioannou        | Chypre             | o     | o     | o     | 3x    | 2.26 m | q     |
| 16   | A      | Chris Baker             | Grande-Bretagne    | xo    | o     | o     | 3x    | 2.26 m |       |
| 17   | A      | Ricky Robertson         | États-Unis         | o     | o     | xo    | 3x    | 2.26 m |       |
| 18   | A      | Michael Mason           | Canada             | xo    | o     | xo    | 3x    | 2.26 m |       |
| 18   | B      | Nauraj Singh Randhawa   | Malaisie           | xo    | o     | xo    | 3x    | 2.26 m |       |
| 20   | B      | Dmytro Yakovenko        | Ukraine            | o     | xxo   | xo    | 3x    | 2.26 m | SB    |
| 21   | B      | Bradley Adkins          | États-Unis         | xxo   | xo    | xo    | 3x    | 2.26 m |       |
| 22   | A      | Woo Sang-hyeok          | Corée du Sud       | o     | o     | xxo   | 3x    | 2.26 m |       |
| 23   | B      | David Smith             | Porto Rico         | o     | xo    | xxo   | 3x    | 2.26 m |       |
| 24   | A      | Eike Onnen              | Allemagne          | o     | xxo   | xxo   | 3x    | 2.26 m |       |
| 25   | A      | Wojciech Theiner        | Pologne            | o     | o     | 3x    |       | 2.22 m |       |
| 25   | B      | Jamal Wilson            | Bahamas            | o     | o     | 3x    |       | 2.22 m |       |
| 25   | B      | Zhang Guowei            | Chine              | o     | o     | 3x    |       | 2.22 m |       |
| 28   | B      | Mateusz Przybylko       | Allemagne          | xo    | o     | 3x    |       | 2.22 m |       |
| 29   | B      | Arturo Chávez           | Pérou              | xxo   | o     | 3x    |       | 2.22 m |       |
| 30   | B      | Sylwester Bednarek      | Pologne            | o     | xo    | 3x    |       | 2.22 m |       |
| 30   | A      | Andrei Churyla          | Biélorussie        | o     | xo    | 3x    |       | 2.22 m |       |
| 32   | A      | Wang Yu                 | Chine              | xo    | xo    | 3x    |       | 2.22 m |       |
| 33   | A      | Silvano Chesani         | Italie             | o     | xxo   | 3x    |       | 2.22 m |       |
| 34   | A      | Konstadinos Baniotis    | Grèce              | xo    | xxo   | 3x    |       | 2.22 m |       |
| 35   | A      | Matúš Bubeník           | Slovaquie          | o     | 3x    |       |       | 2.17 m |       |
| 35   | A      | Takashi Eto             | Japon              | o     | 3x    |       |       | 2.17 m |       |
| 35   | A      | Hsiang Chun-Hsien       | Taipei chinois     | o     | 3x    |       |       | 2.17 m |       |
| 35   | B      | Edgar Rivera            | Mexique            | o     | 3x    |       |       | 2.17 m |       |
| 35   | A      | Eugenio Rossi           | Saint-Marin        | o     | 3x    |       |       | 2.17 m |       |
| 35   | B      | Talles Frederico Silva  | Brésil             | o     | 3x    |       |       | 2.17 m |       |
| 41   | B      | Joel Baden              | Australie          | xo    | 3x    |       |       | 2.17 m |       |
| 41   | A      | Dmitry Kroyter          | Israël             | xo    | 3x    |       |       | 2.17 m |       |
| 43   | B      | Dzmitry Nabokau         | Biélorussie        | xxo   | 3x    |       |       | 2.17 m |       |
| 43   | B      | Yun Seung-hyun          | Corée du Sud       | xxo   | 3x    |       |       | 2.17 m |       |

### Tableau des qualifiés
(entre parenthèses et crochets, la meilleure marque réalisée pendant la période de qualification :
- en plein air (sans précision),
- ou en salle (i),

au 11 juillet 2016)
| Type de qualification                   | Nombre | CNO                | Athlètes sélectionnés                                                                     |  |
| --------------------------------------- | ------ | ------------------ | ----------------------------------------------------------------------------------------- |  |
| Seuil minimal de qualification : 2,29 m | 3      | Bahamas            | Trevor Barry (2,29 m) Donald Thomas (2,34 m) Jamal Wilson [2,31 m (i)]                    |  |
| Seuil minimal de qualification : 2,29 m | 3      | Italie             | Marco Fassinotti [2,35 m (i)] Gianmarco Tamberi [2,38 m (i)] Silvano Chesani [2,30 m (i)] |  |
| Seuil minimal de qualification : 2,29 m | 3      | Ukraine            | Bohdan Bondarenko (2,37 m) Andriy Protsenko (2,32 m) Dmytro Yakovenko (2,30 m)            |  |
| Seuil minimal de qualification : 2,29 m | 3      | États-Unis         | Erik Kynard (2,37 m) Ricky Robertson (2,29 m) Bradley Adkins [2,29 m (i)]                 |  |
| Seuil minimal de qualification : 2,29 m | 2      | Allemagne          | Eike Onnen (2,32 m) Mateusz Przybylko (2,30 m)                                            |  |
| Seuil minimal de qualification : 2,29 m | 2      | Australie          | Brandon Starc (2,31 m) Joel Baden (2,29 m)                                                |  |
| Seuil minimal de qualification : 2,29 m | 2      | Biélorussie        | Andrei Churyla [2,30 m (i)] Dzmitry Nabokau [2,29 m (i)]                                  |  |
| Seuil minimal de qualification : 2,29 m | 2      | Canada             | Derek Drouin (2,37 m) Michael Mason (2,33 m)                                              |  |
| Seuil minimal de qualification : 2,29 m | 2      | Chine              | Wang Yu (2,33 m) Zhang Guowei (2,38 m)                                                    |  |
| Seuil minimal de qualification : 2,29 m | 2      | Chypre             | Kyriákos Ioánnou [2,32 m (i)] Dimítrios Chondrokoúkis (2,31 m)                            |  |
| Seuil minimal de qualification : 2,29 m | 2      | Corée du Sud       | Yun Seung-hyun (2,32 m) Woo Sang-hyeok (2,29 m)                                           |  |
| Seuil minimal de qualification : 2,29 m | 2      | Grande-Bretagne    | Chris Baker [2,36 m (i)] Robbie Grabarz [2,33 m (i)]                                      |  |
| Seuil minimal de qualification : 2,29 m | 2      | Grèce              | Konstadínos Baniótis [2,33 m (i)] Adónios Mástoras (2,30 m)                               |  |
| Seuil minimal de qualification : 2,29 m | 2      | Pologne            | Sylwester Bednarek (2,30 m) Wojciech Theiner (2,29 m)                                     |  |
| Seuil minimal de qualification : 2,29 m | 2      | Porto Rico         | Joel Castro (2,29 m) David Smith (2,29 m)                                                 |  |
| Seuil minimal de qualification : 2,29 m | 1      | Brésil             | Talles Frederico Silva (2,29 m)                                                           |  |
| Seuil minimal de qualification : 2,29 m | 1      | Bulgarie           | Tihomir Ivanov (2,29 m)                                                                   |  |
| Seuil minimal de qualification : 2,29 m | 1      | Israël             | Dmitry Kroyter (2,29 m)                                                                   |  |
| Seuil minimal de qualification : 2,29 m | 1      | Japon              | Takashi Etō (2,29 m)                                                                      |  |
| Seuil minimal de qualification : 2,29 m | 1      | Malaisie           | Nauraj Singh Randhawa (2,29 m)                                                            |  |
| Seuil minimal de qualification : 2,29 m | 1      | Mexique            | Edgar Rivera [2,30 m (i)]                                                                 |  |
| Seuil minimal de qualification : 2,29 m | 1      | Pérou              | Arturo Chávez (2,31 m)                                                                    |  |
| Seuil minimal de qualification : 2,29 m | 1      | Qatar              | Mutaz Essa Barshim (2,41 m)                                                               |  |
| Seuil minimal de qualification : 2,29 m | 1      | République tchèque | Jaroslav Bába (2,31 m)                                                                    |  |
| Seuil minimal de qualification : 2,29 m | 1      | Roumanie           | Mihai Donisan                                                                             |  |
| Seuil minimal de qualification : 2,29 m | 1      | Slovaquie          | Matúš Bubeník [2,30 m (i)]                                                                |  |
| Seuil minimal de qualification : 2,29 m | 1      | Syrie              | Majed Aldin Ghazal (2,36 m)                                                               |  |
| Seuil minimal de qualification : 2,29 m | 1      | Taipei chinois     | Hsiang Chun-Hsien (2,29 m)                                                                |  |
| Place(s) sur invitation                 | Aucune |                    |                                                                                           |  |
| Universalité[Quoi ?]                    | 1      | Saint-Marin        | Eugenio Rossi (2,27 m)                                                                    |  |
| Total                                   | 45     |                    |                                                                                           |  |

Parmi les rares qualifiés non sélectionnés se trouvent : l'Italien Fassinotti, blessé (2,35 m) ; les Américains éliminés ou absents lors des sélections olympiques, notamment JaCorian Duffield avec 2,34 m ; Jesse Williams, Jeron Robinson et Avion Jones, à 2,31 mètres.

## Légende
- Hauteur de saut atteinte (en mètres) :
  - o : dès le 1er essai
  - xo : au 2e essai
  - xxo : au 3e essai
- 3 x : hauteur non atteinte au terme de 3 essais au maximum

Records et Performances
- AR : Record continental (area record)
- CR : Record des championnats (championship record)
- MR : Record du meeting (meet record)
- NR : Record national (national record)
- OR : Record olympique (olympic record)
- PR : Record paralympique (paralympic record)
- PB : Record personnel (personal best)
- SB : Meilleure performance personnelle de la saison (season's best)
- WL : Meilleure performance mondiale de l'année (world leader)
- WJR : Record du monde junior (world junior record)
- WR : Record du monde (world record)

Circonstances et Conditions
- DNF : N'a pas terminé (did not finish)
- DNS : N'a pas pris le départ (did not start)
- DQ : Disqualification (disqualification)
- NM : Aucun essai valable enregistré (No Mark)
- Q : Qualifié « directement » au prochain tour (ou à la prochaine compétition), lors d'une compétition majeure, grâce au classement ou à la réalisation des minima (automatic qualifier)
- q : Qualifié au prochain tour (ou à la prochaine compétition), lors d'une compétition majeure, grâce au repêchage ou à la réalisation de l'une des meilleures performances parmi celles des « non qualifiés directement » (grâce au meilleur temps ou à la meilleure distance par exemple) (secondary qualifier)

- NM : non mesuré (not measured) ?
- (i) : en salle (indoor).